# Angelo Debarre
Angelo Debarre est un guitariste de jazz français né le 19 août 1962 à Saint-Denis.

## Biographie
Issu de la communauté manouche, Angelo Debarre débute la batterie, puis la guitare à l’âge de huit ans et commence à pratiquer le jazz manouche.
En 1984, il fonde son premier groupe, l'Angelo Debarre Quintet. De 1985 à 1987, il se produit à La Roue Fleurie aux côtés du guitariste Serge Camps qui l'initie au répertoire tzigane d'Europe de l'Est. Ils font aussi de nombreuses tournées à l'étranger. En 1989, Angelo Debarre et Serge Camps, assistés de Frank Anastasio à la contrebasse, enregistrent l'album Gypsy Guitars pour le label Hot Club Records, disque qui restera une référence dans le jazz manouche.
En 1998, Angelo Debarre enregistre comme leader pour le label Hot Club Records l'album Caprice avec Florin Niculescu au violon, Philippe « Doudou » Cuillerier et Max Robin aux guitares, Bojan Zulfikarpasic au piano, Bernard Malandain à la contrebasse et Xavier Desandre Navarre aux percussions.
On a pu entendre Angelo Debarre avec le groupe Bratsch ou le Hot Club de Norvège/Jon Larsen et aux côtés de musiciens comme Jimmy Rosenberg, Biréli Lagrène, Romane, Florin Niculescu, Ola Kvernberg, Moreno, Matcho Winterstein, Michel Donato… Sa discographie s'est considérablement étoffée ces cinq dernières années[Quand ?], notamment au côté de Ludovic Beier.
Angelo Debarre dit avoir été influencé par Django Reinhardt, Charlie Parker, mais aussi par Marcel Dadi et Chet Atkins.[réf. souhaitée]
En 2010, à l'occasion de l'année Django Reinhardt, Angelo Debarre promène à travers la France, un spectacle nommé « Manoir de mes rêves ». Sur scène, c'est la nuit : au centre de couleurs allégoriques (évocations de caravanes, de feux de bois…), des musiciens se retrouvent et partagent des moments de musique et d’amitié. Au gré des disponibilités apparaîtront Ludovic Beier, Tchavolo Hassan, Antonio Licusati, Marius Apostol, Ioan Streba, David Reinhardt, Rocky Gresset, Stochelo Rosenberg, Dorado, Thomas Dutronc…
En 2011, il participe à l'album de Lulu Gainsbourg, From Gainsbourg to Lulu, en jouant sur Le poinçonneur des lilas.

## Discographie
- 1989 :  Angelo Debarre / Serge Camps / Frank Anastasio – Gypsy Guitars (Hot Club Records/Jon Larsen)
- 1991 : La Roue Fleurie avec Hot Club de Norvège (Hot Club Records)
- 1998 : Caprice (Hot Club Records)
- 2001 : Florin Niculescu & Angelo Debarre - Gipsy Swing Of Paris Kosinus Production Music)
- 2002 : Ludovic Beier & Angélo Debarre -  Swing Rencontre
- 2003 : Ludovic Beier & Angélo Debarre - Come into my swing
- 2004 : Angelo Is Back In Town avec Hot Club de Norvège (Hot Club Records)
- 2004 : Angélo Debarre & Tchavolo Schmitt  Memoires (L'Hommage À Django Reinhardt) (Le Chant Du Monde)
- 2005 : Angelo Debarre With Tim Kliphuis – Live At Djangofest Northwest (Gypsy Jazz Distribution)
- 2005 : Ludovic Beier & Angélo Debarre - Entre amis (Le Chant Du Monde)
- 2006 : Ludovic Beier & Angélo Debarre - Entre Ciel Et Terre (Le Chant Du Monde)
- 2007 : Ludovic Beier & Angélo Debarre - Paroles de swing (Le Chant Du Monde)
- 2008 : Trio tout à cordes (avec Tchavolo Hassan et Antonio Licusati) (Le Chant Du Monde)
- 2009 : Gypsy Unity (avec Marius Apostol, Tchavolo Hassan et Antonio Licusati) (Le Chant Du Monde)
- 2011 : Live In Paris (avec Marius Apostol, Ludovic Beier, Tchavolo Hassan et Antonio Licusati) (Le Chant Du Monde)
- 2013 : Gipsy Unity, Angelo Debarre & Marius Apostol – Complicité (Just Looking Productions)
- 2015 : Angelo Debarre & Miraldo Vidal – Valse Pour Mio Cavo (Noleg Vietato)
- 2018 : Aurore Voilqué Trio featuring Angelo Debarre - La Valse Bohémienne (Arts Et Spectacles)

## Filmographie
L'artiste apparait dans le film Gainsbourg (vie héroïque) de Joann Sfar sorti le 20 janvier 2010. Il y campe un manouche donnant des leçons de guitare à Serge Gainsbourg.
Il est le protagoniste principal du film de Bruno Carrière Angelo Debarre et les luthiers swing, sorti en 2014
Angelo Debarre est, avec Tchavolo Schmitt, Lucien Moreno, et Ninine Garcia, un des quatre protagonistes du film documentaire de Bruno Le Jean Les fils du vent, sorti en 2012.